# Liste der größten aufgezeichneten Eisberge
Dies ist eine Liste der größten aufgezeichneten Eisberge entsprechend ihrem Flächeninhalt.
In diese Liste werden nur Eisberge aufgenommen, deren Größe mit Hilfe von Satellitentechnik bestimmt werden kann. Darüber hinaus gibt es Berichte über einen Eisberg im Jahr 1956, dessen geschätzte Größe den hier größten aufgeführten Eisberg B-15 sogar noch übertreffen soll.
Die Benennung/Nummerierung von antarktischen Eisbergen mit einer Längenausdehnung von mindestens 10 Seemeilen erfolgt grundsätzlich durch das US-amerikanische National Ice Center. Dabei gibt der erste Buchstabe den Herkunftsquadranten der Eisberges an (A = 0° bis 90° westlicher Länge; B = 90° West bis 180°; C = 180° bis 90° östlicher Länge und D = 90° Ost bis 0°), dem dann eine Zählnummer folgt. Weitere folgende Buchstabe weisen auf ein zerbrechen eines ursprünglich größeren Eisberges hin. So brach beispielsweise A-76 in A-76A, A-76B und A-76C auseinander.
| Eisberg                     | Maximale Fläche (km²) | Maximale Länge (km) | Maximale Breite (km) | Jahr | Bild | Referenz          |
| --------------------------- | --------------------- | ------------------- | -------------------- | ---- | --- | ----------------- |
| B-15                        | 11.007                | 295                 | 37                   | 2000 | Iceberg B-15A drifting toward the Drygalski Ice Tongue prior to the collision, 2 January 2005 (NASA)                                                                                 | [ 3 ] [ 4 ]       |
| A-38                        | 6.900                 | 144                 | 48                   | 1998 | The split of the A38-B iceberg is recorded in this series of images. The iceberg was originally part of the massive A-38 iceberg, which broke from the Ronne Ice Shelf in Antarctica | [ 5 ]             |
| B-15 A                      | 6.400                 |                     |                      | 2002 | Eisberg B-15 A, Januar 2005 |                   |
| A-68                        | 5.800                 | 175                 | 50                   | 2017 | Eisberg A-68A nahe South Georgia Island am 9. Dezember 2020 | [ 3 ] [ 6 ] [ 7 ] |
| C-19                        | 5.500                 | 200                 | 32                   | 2002 | Iceberg C-19 breaking off from the Ross Ice Shelf, 11 May 2002, image:DMSP. | [ 8 ] [ 9 ]       |
| B-9                         | 5.390                 | 154                 | 35                   | 1987 | Iceberg B-9B colliding with the Mertz Glacier Tongue calving the Mertz iceberg, 20 February 2010                                                                                     | [ 10 ]            |
| A-76                        | 4.320                 | 170                 | 25                   | 2021 | Eisberg A-76 am 16. Mai 2021 | [ 11 ]            |
| A-23 A                      | 4.000                 | 75                  | 60                   | 2022 | | [ 12 ]            |
| A-74                        | 1.270                 | 55                  | 33                   | 2021 | Eisberg A-74 am 1. März 2021 | [ 13 ]            |
| B-31                        | 660                   | 39                  | 22                   | 2013 | | [ 14 ]            |
| D-16                        | 310                   | 28                  | 15                   | 2006 | | [ 15 ]            |
| Petermann Ice Island (2010) | 260                   |                     |                      | 2010 | |                   |
| B-44                        | 256                   | 39                  | 22                   | 2017 | Radar imagery captured by the European Space Agency’s Sentinel-1 on September 23, 2017, showed an early view of the new iceberg.                                                     | [ 16 ] [ 17 ]     |
| B-17B                       | 140                   |                     |                      | 1999 | Eisberg B-17B, 11. Dezember 2009, aufgenommen durch Satelliten der NOAA |                   |
| A-81                        | 1550                  |                     |                      | 2023 | A-81 bricht vom Brunt-Schelfeis ab. Durch die Copernicus Sentinel-2 Mission am 23. Januar aufgenommen.                                                                               |                   |